# インテリジェント・ダンス・ミュージック
インテリジェント・ダンス・ミュージック（Intelligent dance music）は、音楽のジャンルの一種で、英語表記の頭文字を取ってIDMと呼ばれる。
必ずしもダンスフロア向けではない、独特で幻想的なリズム、メロディーラインが特徴である。また実験的な要素も強く、ヒップホップやジャズ、さらにクラシック音楽などの要素を取り入れるアーティストも存在する。ワープ・レコーズがAIシリーズをリリースした1993年頃から、ポストレイヴ・サウンドの一つとして注目された。初期のIDMはワープがAIシリーズを終わらせた1994年で一旦落ちつくが、PCの進化などで打ち込み環境が大きく向上した1999年頃から2005年頃まで、再び活発となっていた。
また主にIDMをリリースしているレーベルとしては、Merck、n5MD、Sending Orbs、Schematic、Skam、Planet Mu、Tigerbeat6などが挙げられる。

## 主要アーティスト
- アモン・トビン (Amon Tobin)
- エイフェックス・ツイン
- アパラット
- オウテカ
- ブラックドッグ
- ボーズ・オブ・カナダ
- クラーク
- ドッシュ (Dosh)
- エディット (edIT)
- フォー・テット
- ファンクストラング (Funkstörung)
- フライング・ロータス
- ジョン・ホプキンス
- キアスモス (Kiasmos)
- ルシーン (Lusine)
- マシーンドラム
- マウス・オン・マーズ
- µ-ziq
- ジ・オーブ
- プラッド
- Prefuse 73
- リチャード・ディヴァイン (Richard Devine)
- スクエアプッシャー
- Telefon Tel Aviv
- ティコ (Tycho)
- ヴェネチアン・スネアズ
- クサノプチコン